# Jonathan Skjöldebrand
Jonathan Skjöldebrand (Safad, 2 agosto 1983) è un ex cestista svedese con cittadinanza israeliana.

## Carriera
Con la Svezia ha disputato i Campionati europei del 2013.

## Palmarès
- Copa Príncipe de Asturias: 1

Melilla: 2010